# Пампов
Пампов (њем. Pampow) општина је у њемачкој савезној држави Мекленбург-Западна Померанија. Једно је од 89 општинских средишта округа Лудвигслуст. Према процјени из 2010. у општини је живјело 2.876 становника. Посједује регионалну шифру (AGS) 13054084.

## Географски и демографски подаци
Пампов се налази у савезној држави Мекленбург-Западна Померанија у округу Лудвигслуст. Општина се налази на надморској висини од 54 метра. Површина општине износи 10,9 km². У самом мјесту је, према процјени из 2010. године, живјело 2.876 становника. Просјечна густина становништва износи 264 становника/km².